# Amy Ruffle
Amy Ruffle (Victoria, Austrália em 25 de fevereiro de 1992) é uma atriz australiana, mais conhecida por interpretar Sirena em Mako Mermaids, série original Netflix.

## Biografia
Estudou na escola Strathcona Baptist Girls Grammar School, em Victoria. Desde 2012, namora o ator Lincoln Younes, que interpreta Casey Braxton em Home and Away.

## Carreira
Em 2008 apareceu em vários teatros musicais. Em 2012 apareceu no filme Border Protection Squad onde interpretou a Monique junto com os atores Lachy Hulme e Christian Clark. Em 2013 uniu-se ao elenco principal da nova série Mako Mermaids de onde interpretou a sereia chamada Sirena, em 2015 Amy abandonou o elenco da série, finalizando assim sua participação na série.

## Filmografia

### Séries de Televisão
| Ano         | Título        | Papel  | Notas        |
| ----------- | ------------- | ------ | ------------ |
| 2013 - 2015 | Mako Mermaids | Sirena | 52 episódios |

### Filmes
| Ano  | Título                  | Papel   | Notas                                                                           |
| ---- | ----------------------- | ------- | ------------------------------------------------------------------------------- |
| 2013 | Border Protection Squad | Monique | junto à Christian Clark, Josh Lawson, Lachy Hulme, Ash Williams e Amber Clayton |

### Teatro
| Ano  | Obra                                                             | Personagem        | Diretor(a)         | Teatro           | Notas |
| ---- | ---------------------------------------------------------------- | ----------------- | ------------------ | ---------------- | ----- |
| 2011 | The Last Train - An Urban Tale Featuring the Songs of Paul Kelly | Estudante         | Andrew Martin      | -                | -     |
| 2010 | Bare                                                             | Cindi             | Robbie Carmellotti | New Beat Theatre | -     |
| 2010 | Disneyland LA: Summer Dance Classic                              | Cantora/Bailarina | Renie-Anne Martini | -                | -     |
| 2009 | Honey Tummy                                                      | Apresentadora     | John Gibbard       | -                | -     |